# Five Guys
Five Guys Enterprises LLC, marknadsför sig som Five Guys Burgers and Fries, är en amerikansk multinationell snabbmatskedja som säljer hamburgare, varmkorvar, smörgåsar, milkshakes och läskedrycker. 2016 hade de fler än 1 400 restauranger och närvaro i Frankrike, Förenade Arabemiraten, Irland, Kanada, Kuwait, Qatar, Saudiarabien, Spanien, Storbritannien, Tyskland, Österrike och USA. Five Guys öppnade sin första restaurang i Sverige den 10 februari 2025 vid Sergels torg i Stockholm. I planerna ligger att öppna en lokal vid Dragarbrunnstorg i Uppsala.

## Historik
Snabbmatskedjan grundades 1986 av Jerry och Janie Murrell och namnet på företaget togs från det faktum att det var fem manliga medlemmar i familjen Murrell, Jerry och hans söner Ben, Chad, Jim och Matt, varav de tre sistnämnda är från Jerry Murrells första äktenskap. Två år senare fick han och Janie en andra son, Tyler och namnets betydelse ändrades till att mena alla hans fem söner, och samtliga nämnda är anställda inom koncernen.